# Scytodes aruensis
Espèce
Scytodes aruensis est une espèce d'araignées aranéomorphes de la famille des Scytodidae.

## Distribution
Cette espèce est endémique des îles Aru dans les Moluques en Indonésie.

## Description
La carapace du juvénile holotype mesure 2 mm de long sur 1,5 mm

## Étymologie
Son nom d'espèce, composé de aru et du suffixe latin -ensis, « qui vit dans, qui habite », lui a été donné en référence au lieu de sa découverte, les îles Aru.

## Publication originale
- Strand, 1911 : Araneae von den Aru- und Kei-Inseln. Abhandlungen der senckenbergischen naturforschenden Gesellschaft, vol. 34, p. 127-199 (texte intégral).